# Liste der Naturdenkmäler in Ulten
Die Liste der Naturdenkmäler in Ulten (italienisch Ultimo) enthält die 22 als Naturdenkmal ausgewiesenen Objekte auf dem Gebiet der Gemeinde Ulten in Südtirol.
Basis ist das im Internet einsehbare offizielle Verzeichnis der Naturdenkmäler in Südtirol (Stand: 23. Januar 2015). Dabei kann es sich um botanische, geologische oder hydrologische Naturdenkmäler handeln. Die Reihenfolge in dieser Liste orientiert sich an der ID, alternativ ist sie auch nach dem Namen sortierbar.

## Liste
| Foto |                 | Name                                          | Standort                     | Beschreibung                                                                       |
| ---- | --------------- | --------------------------------------------- | ---------------------------- | ---------------------------------------------------------------------------------- |
| BW   | Datei hochladen | 1 Nussbaum (Ortlerhittl, 1.414 m) ID: 104_G01 | 46° 34′ 10″ N, 11° 1′ 31″ O  | Botanisches Naturdenkmal: Walnussbaum                                              |
| BW   | Datei hochladen | Eichen (Ludlhof, 1.280 m) ID: 104_G02         | 46° 33′ 34″ N, 11° 1′ 21″ O  | Botanisches Naturdenkmal: Eiche                                                    |
| BW   | Datei hochladen | 1 Zirbe (Brunnenhof) ID: 104_G03              | 46° 32′ 46″ N, 10° 58′ 40″ O | Botanisches Naturdenkmal: Zirbe                                                    |
| BW   | Datei hochladen | Wasserfall Klapf ID: 104_G04                  | 46° 29′ 34″ N, 10° 54′ 24″ O | Hydrologisches Naturdenkmal: Wasserfall                                            |
| ja   | Datei hochladen | 3 Urlärchen ID: 104_G05                       | 46° 29′ 29″ N, 10° 53′ 36″ O | Botanisches Naturdenkmal: Lärche                                                   |
| BW   | Datei hochladen | 2 Lärchen (Innerlahner Höfe) ID: 104_G06      | 46° 29′ 22″ N, 10° 52′ 45″ O | Botanisches Naturdenkmal: Lärche                                                   |
| BW   | Datei hochladen | Schwarzenmoos ID: 104_G07                     | 46° 26′ 47″ N, 10° 49′ 24″ O | Hydrologisches Naturdenkmal: Niedermoor                                            |
| BW   | Datei hochladen | Alplaner Seenplatte ID: 104_G08               | 46° 27′ 6″ N, 10° 52′ 34″ O  | Hydrologisches Naturdenkmal: See                                                   |
| BW   | Datei hochladen | Schrummsee ID: 104_G09                        | 46° 27′ 28″ N, 10° 55′ 17″ O | Hydrologisches Naturdenkmal: See                                                   |
| BW   | Datei hochladen | Feuchtgebiet Auf dem Mösl ID: 104_G10         | 46° 27′ 57″ N, 10° 54′ 42″ O | Hydrologisches Naturdenkmal: Hangwasserversorgtes Niedermoor                       |
| BW   | Datei hochladen | 2 Lärchen (Pichlalm) ID: 104_G11              | 46° 28′ 43″ N, 10° 55′ 21″ O | Botanisches Naturdenkmal: 2 Lärchen über 800 Jahren                                |
| BW   | Datei hochladen | Seefeldsee mit Seebergmoos ID: 104_G12        | 46° 28′ 33″ N, 10° 56′ 56″ O | Hydrologisches Naturdenkmal: See                                                   |
| BW   | Datei hochladen | Auerbergfall ID: 104_G13                      | 46° 29′ 1″ N, 10° 56′ 47″ O  | Hydrologisches Naturdenkmal: Kette an Wasserfällen                                 |
| BW   | Datei hochladen | Seegrubner See ID: 104_G14                    | 46° 30′ 42″ N, 10° 59′ 22″ O | Hydrologisches Naturdenkmal: See                                                   |
| BW   | Datei hochladen | Seegrubner Lacke ID: 104_G15                  | 46° 30′ 58″ N, 10° 59′ 12″ O | Hydrologisches Naturdenkmal: Tümpel mit Verlandungszone                            |
| BW   | Datei hochladen | Welsches Grubmoos ID: 104_G16                 | 46° 31′ 21″ N, 11° 0′ 51″ O  | Hydrologisches Naturdenkmal: 2 nahe gelegene Niedermoore                           |
| BW   | Datei hochladen | Spitznersee ID: 104_G17                       | 46° 31′ 45″ N, 11° 1′ 32″ O  | Hydrologisches Naturdenkmal: See                                                   |
| BW   | Datei hochladen | Totenmoos (Spitzen-Alm) ID: 104_G18           | 46° 32′ 8″ N, 11° 1′ 37″ O   | Hydrologisches Naturdenkmal: Übergangsmoor mit Niedermoorvegetation im Randbereich |
| BW   | Datei hochladen | Totenmoos (unter Arzkarsee) ID: 104_G19       | 46° 33′ 0″ N, 10° 54′ 5″ O   | Hydrologisches Naturdenkmal: Niedermoor                                            |
| BW   | Datei hochladen | Riemermoos ID: 104_G20                        | 46° 33′ 4″ N, 10° 57′ 20″ O  | Hydrologisches Naturdenkmal: Hangmoor, Quellfluren und Niedermoor                  |
| BW   | Datei hochladen | Marschnell Ploder ID: 104_G21                 | 46° 34′ 27″ N, 10° 57′ 57″ O | Hydrologisches Naturdenkmal: See                                                   |
| BW   | Datei hochladen | Die drei Seen ID: 104_G22                     | 46° 34′ 55″ N, 10° 58′ 32″ O | Hydrologisches Naturdenkmal: See                                                   |

| Foto: | Fotografie des Naturdenkmals. Klicken des Fotos erzeugt eine vergrößerte Ansicht. Daneben finden sich zwei Symbole: |
| ID    | Identifikator bei der Abteilung Natur, Landschaft und Raumentwicklung der Südtiroler Landesverwaltung               |